# سیارک ۱۸۹۲
سیارک ۱۸۹۲ (به انگلیسی: 1892 Lucienne، نامگذاری:1971SD) هزار و هشتصد و نود و دومین سیارک کشف شده‌است که در ۱۶ سپتامبر ۱۹۷۱ کشف شد.
قدر مطلق سیارک برابر ۱۲٫۱۰ است.